# Хам (Северна Рајна-Вестфалија)
Хам (њем. Hamm) град је у њемачкој савезној држави Северна Рајна-Вестфалија. Посједује регионалну шифру (AGS) 5915000, NUTS (DEA54) и LOCODE (DE HMM) код.

## Географски и демографски подаци
Град се налази на надморској висини од 63 метра. Површина општине износи 226,2 km². У самом граду је, према процјени из 2010. године, живјело 181.741 становника. Просјечна густина становништва износи 803 становника/km².

## Међународна сарадња
| Мјесто         | Држава               | Врста сарадње | Од    |
| -------------- | -------------------- | ------------- | ----- |
| Калиш          | Пољска               | партнерство   | 1991. |
| Мазатлан       | Мексико              | партнерство   | 1978. |
| Бредфорд       | Уједињено Краљевство | партнерство   | 1976. |
|                | Француска            | партнерство   | 1987. |
|                | Француска            | партнерство   | 1967. |
|                | Швајцарска           | пријатељство  | 1951. |
| Заутенс        | Аустрија             | пријатељство  | 1970. |
| Афионкарахисар | Турска               | партнерство   | 2006. |
| Санта Моника   | САД                  | партнерство   | 1969. |
| Зутермер       | Холандија            | пријатељство  | 2006. |
| Чатануга       | САД                  | партнерство   | 1977. |
| Извор          |                      |               |       |